# Локота Олександр Дмитрович
Локота Олександр Дмитрович (нар. 3 лютого 1961) — український та радянський військовик, генерал-лейтенант. Начальник головного управління оборонного та мобілізаційного планування — заступник начальника Генерального штабу Збройних сил України. Учасник бойових дій на сході України та  миротворчих місій України під егідою ООН — UNPROFOR та IFOR.

## Життєпис
У 1982 році закінчив Київське вище загальновійськове командне училище імені М. В. Фрунзе.
З жовтня 1995 року обіймав посаду командира 240-го окремого спеціального батальйону, разом з яким брав участь у миротворчих місіях UNPROFOR та IFOR у Боснії та Герцеговині. Саме за часів керування Локоти у батальйоні вдалося налагодити дисципліну та організованість, яких до цього українському підрозділу дуже бракувало.
Тривалий час обіймав посаду начальника штабу 6-го армійського корпусу ЗС України. 20 серпня 2008 року був удостоєний звання генерал-майора.
У 2011 році виконував обов'язки командира 6-го армійського корпусу ЗС України. У 2012–2013 роках обіймав посаду начальника управління оборонного планування командування Сухопутних військ ЗС України. У 2013 році був призначений начальником штабу оперативного командування «Північ».

### Війна на сході України
Під час війни на сході України влітку 2014 року потрапив до списку керівників Збройних сил України, що підлягали знищенню на думку представників терористичних організацій ДНР та ЛНР. Слід відзначити, що Локота у цьому списку фігурував під званням генерал-лейтенанта, тоді як жодних відомостей про присвоєння йому цього звання не було і у відео-сюжетах українських ЗМІ він з'являвся з погонами генерал-майора.
В 2015 році призначений командувачем військ оперативного командування «Північ» (м. Чернігів). У вересні 2016 року призначений першим заступником командувача сухопутних військ Збройних Сил України.
У липні 2017 року — начальником головного управління оборонного та мобілізаційного планування — заступником начальника Генерального штабу Збройних Сил України.
До 09.11.2017 обіймав посаду командувача сил АТО.

## Нагороди
- Орден «За заслуги» III ступеня (27 травня 2009) — за вагомий особистий внесок у справу підтримання миру і стабільності у різних регіонах світу, зміцнення міжнародного авторитету Української держави та з нагоди Міжнародного дня миротворців Організації Об'єднаних Націй[9]
- Відзнака «Ветеран військової служби»